# أحمد طه
أحمد طه (أحمد طه، وُلد في 6 يونيو 2001) هو لاعب كرة قدم فلسطيني من عرب الداخل، يلعب في مركز الجناح الأيسر في صفوف نادي كفر قاسم ضمن دوري لئوميت. وُلد في فلسطين ويمثل منتخب فلسطين لكرة القدم دوليًا.
في عام 2025، برز طه كأحد الوجوه الشابة في المنتخب الفلسطيني، حيث شارك في مباريات ودية ورسمية أبرزها الفوز 2–0 على العراق، الذي وصفه طه قائلًا: «فزنا لأننا قررنا ألا نُخطئ أبداً»، في إشارة إلى الانضباط الجماعي الذي ساعد الفريق على تحقيق الانتصار. كما أدرجه الاتحاد الفلسطيني لكرة القدم ضمن القائمة الرسمية للاعبين الدوليين، ويُعد من المواهب الواعدة في الجبهة اليسرى بفضل سرعته ومهاراته الهجومية.

## المسيرة الدولية
شارك طه لأول مرة مع منتخب فلسطين في 20 مارس 2025 خلال الخسارة 1–3 أمام منتخب الأردن.[بحاجة لمصدر]
أثار قراره بتمثيل فلسطين جدلاً في إسرائيل، حيث رفض لاعبو نادي مكابي يافا مصافحته قبل مباراة لاحقة. كما صرح وزير الرياضة والثقافة الإسرائيلي ميكي زوهار قائلاً: «لاعب في الدوري الوطني الإسرائيلي يشارك مع منتخب فلسطين وكأن الأمر طبيعي. هذا تجاوز لا يمكن التغاضي عنه. لا يمكن للاعب في الدوري الوطني أن يمثل كياناً لا يعترف بحق إسرائيل في الوجود».

## الإحصاءات

### مع المنتخب
| المنتخب | السنة | المباريات | الأهداف |
| ------- | ----- | --------- | ------- |
| فلسطين  | 2025  | 1         | 0       |
| المجموع |       | 1         | 0       |

## وصلات خارجية
- أحمد طه على موقع ناشيونال فوتبول تيمز (الإنجليزية)
- أحمد طه على موقع Soccerway.com (الإنجليزية)